# 大霍赫卡斯滕山

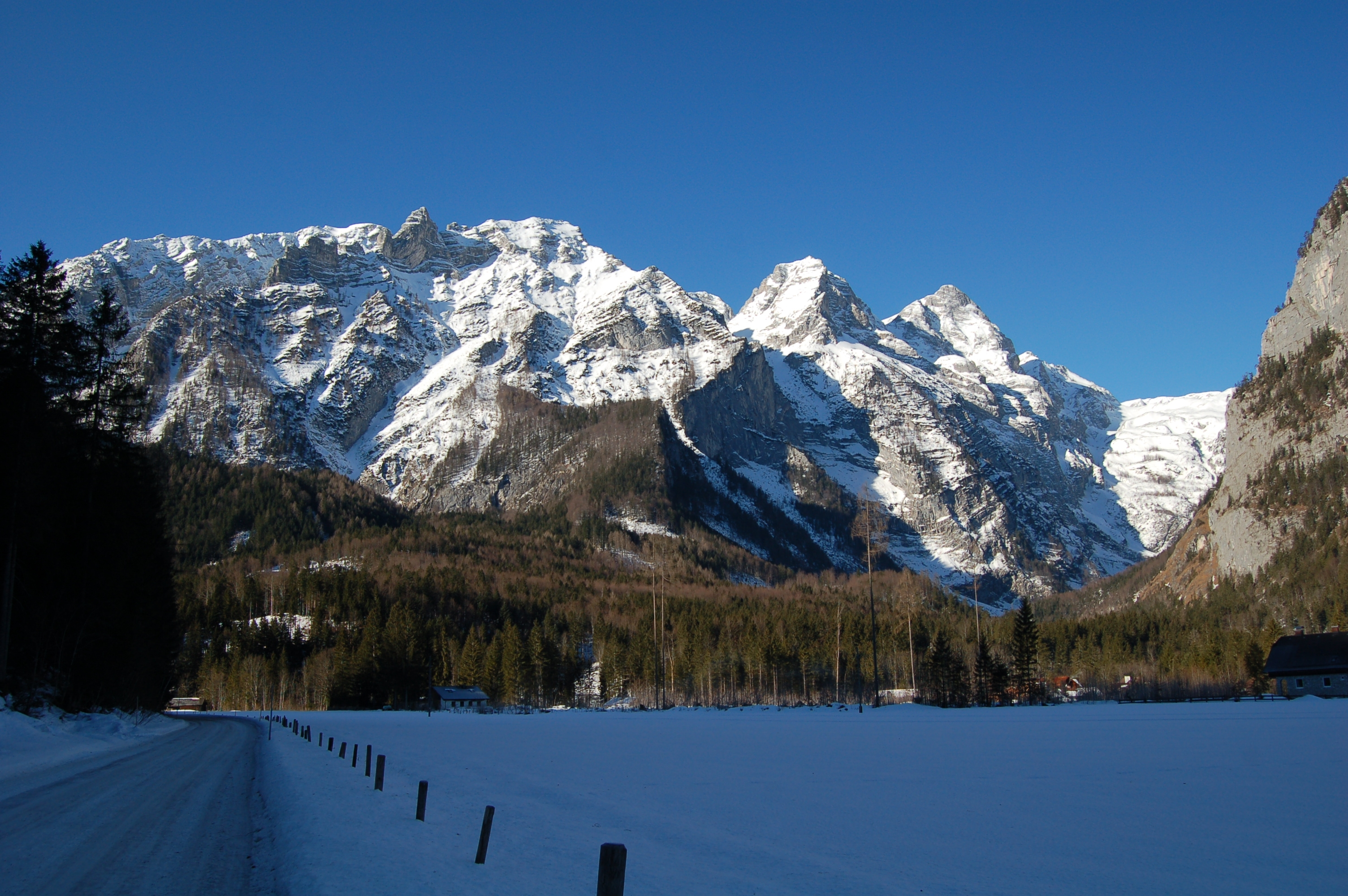

47°40′23″N 14°2′50″E / 47.67306°N 14.04722°E
大霍赫卡斯滕山（德語：Großer Hochkasten），是奧地利的山峰，位於該國南部，處於上奧地利州和施泰爾馬克州接壤的邊界，屬於托特斯山脈的一部分，距離施皮茨毛爾山2.6公里，海拔高度2,389米，每年平均降雨量1,578毫米。